# Tricentrogyna notata
Tricentrogyna notata är en fjärilsart som beskrevs av Paul Dognin 1912. Tricentrogyna notata ingår i släktet Tricentrogyna och familjen mätare. Inga underarter finns listade i Catalogue of Life.